# Gentiana prostrata
Gentiana prostrata es una rara especie de planta fanerógama, perteneciente a la familia de las gencianáceas. 

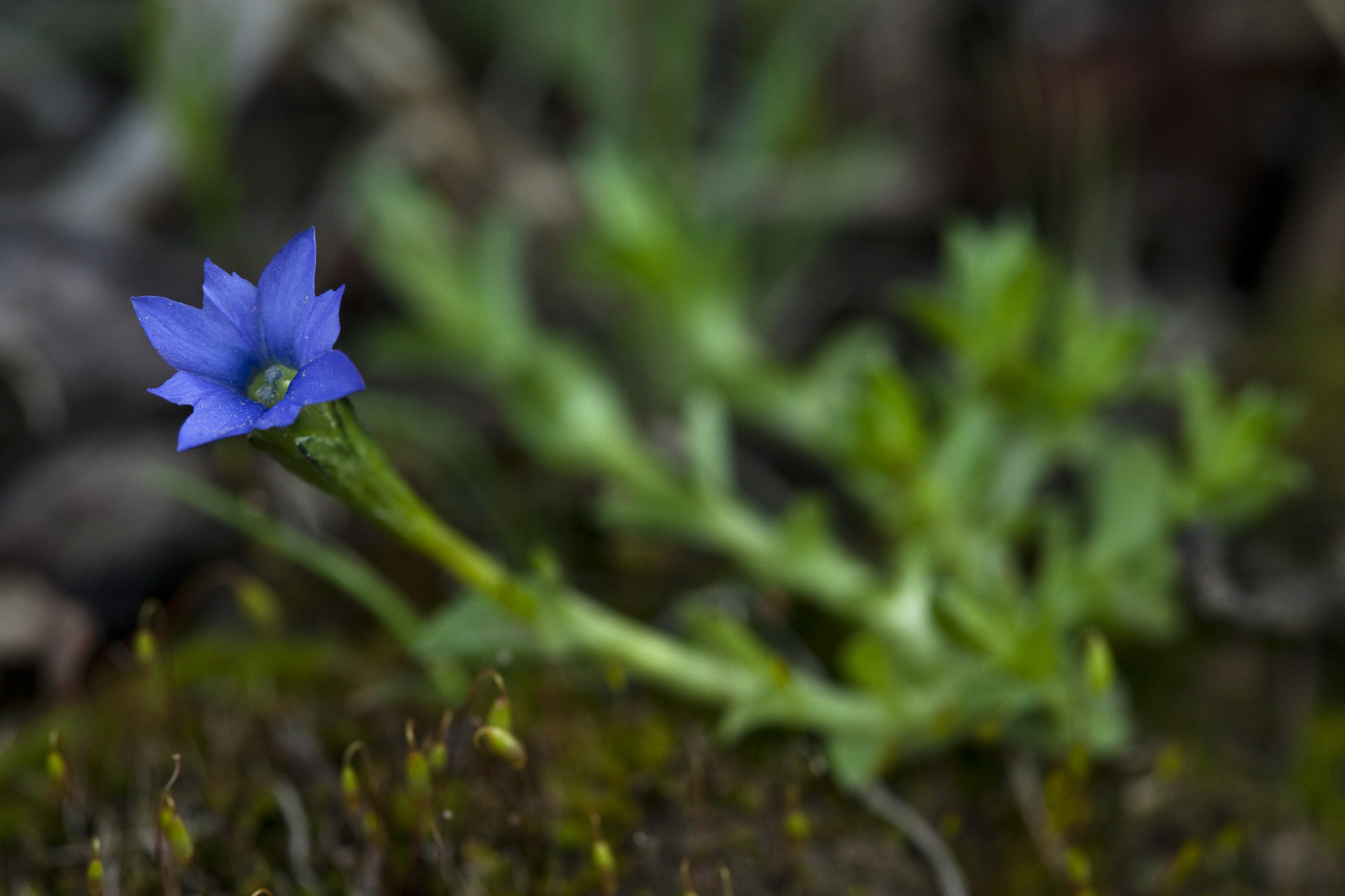
Vista de la planta

## Distribución y hábitat
Es originaria de Eurasia y el oeste de América del Norte desde Alaska y el norte de Canadá hasta Colorado y California. Es un residente de las zonas húmedas en las altas montañas. 

## Descripción
Es una hierba anual que alcanza un tamaño de solo unos centímetros de altura. Las hojas son generalmente de forma ovalada y de aproximadamente seis milímetros de largo. Son de color verde y a veces el filo en blanco mate. La flor solitaria mide alrededor  un centímetro de ancho en la boca, con lóbulos triangulares o en forma de diamante en tonos de azul profundo a púrpura. Entre cada lóbulo de la corola un apéndice sinusal dentado, filiforme. El fruto es una cápsula que contiene semillas sin alas.

## Taxonomía
Gentiana prostrata fue descrita por  Thaddeus Peregrinus Haenke y publicado en Collectanea 2: 66–68, pl. 17, f. 2. 1789.
Etimología
Gentiana: Según Plinio el Viejo y Dioscórides, su nombre deriva del de Gentio, rey de Iliria en el siglo II a. C., a quien se atribuía el descubrimiento del valor curativo de la Gentiana lutea. El Banco de Albania ha recogido esta tradición: la Gentiana lutea está representada en el reverso del billete de 2000 lekë albaneses, emitido en 2008, en cuyo anverso figura el rey Gentio.
prostrata: epíteto latíno que significa "sin tallo".
Sinonimia
- Chondrophylla prostrata (Haenke) J.P.Anderson
- Ciminalis prostrata (Haenke) Á.Löve & D.Löve
- Ericala nutans G.Don
- Ericala prostrata G.Don
- Ericoila prostrata Borkh.
- Gentiana minima Phil.
- Gentiana sedifolia var. splendens Wedd.
- Gentianusa flava Pohl
- Hippion imbricatum F.W.Schmidt
- Hippion prostratum (Haenke) Schmidt en Roem.
- Hippion pumilum F.W.Schmidt
- Varasia prostrata (Haenke) Soják
- Varasia sedifolia (Kunth) Soják[6]